# Classe Aurore
Pour les articles homonymes, voir Aurore.
Les sous-marins de la classe Aurore (parfois nommée classe Créole) constituaient une série de sous-marins d'attaque à propulsion classique construits en France à la fin des années 1930 pour la Marine nationale française.
Seul le navire de tête, l'Aurore (Q192), a été terminé avant le début de la Seconde Guerre mondiale, et a participé à la première moitié de celle-ci avant de se saborder à Toulon avec le reste de la flotte le 27 novembre 1942.
Certains de ces bateaux ont été capturés par l'Allemagne nazie après la bataille de France, la plupart d'entre eux encore en cours de construction. L'Africaine, l'Astrée et La Favorite seront modifiés par les allemands: accroissement de la capacité des réservoirs et du rayon d'action (porté de 5600 miles à 8800 miles à 10 noeuds), l'armement est modifié, La Créole subira la même modification; soit:
1 canon de 88 mm; 2 canons de 20mm; 10 tubes lance torpilles (6 à l'avant et 2 extérieurs orientables ; 2 à l'arrière)
Cinq unités : l'Andromède, l'Astrée, l'Africaine, l'Artémis et la Créole, ont été achevées après la guerre, utilisées par les forces sous-marines françaises et ont servi jusque dans les années 1960. L'Andromède, l'Artémis et la Créole ont été munis d'adaptations conformes au programme américain Guppy et équipés de Schnorchels.
Cette classe a comporté 15 sous-marins et il y en a eu 8 autres en projet non réalisés.

## Histoire
Lancé dans le programme de réarmement naval de 1934, accéléré en 1935 avec l’augmentation de la tension mondiale, le Aurore est lancé avec le classe Roland Morillot (1937), le classe émeraude (1938), et le classe phénix (1939). Les 3 derniers étant commandés mais non lancés. Le Aurore est commandé en 1934 sous le nom de projet Y3. Il est le premier d’un nouveau type de sous marin français les << standard amirauté de 2°classe>> qui sont des évolutions au classe 600-630 tonnes dont il reprend la silhouette des Pallas et Cérès , plus adapté au service colonial avec en amélioration deux torpilles de réserve des logements moins exigus et d'un prototype de conditionnement d’air. Que ce soit sous pavillon français ou allemand, ces sous-marins ne serviront que très peu durant la Seconde Guerre mondiale. L'Aurore se sabordant à Toulon en 1942 et la Favorite qui sera terminée par les Allemands le 12 septembre 1942, début 1943 est consacré aux essais en plongée. Il est ensuite affecté à l'école de défense ASM de Bergen en Norvège avant d’être désarmé à Gotenhafen le 5 juillet 1944 en raison du manque de pièces de rechange, et finira dynamité dans le port.

## Unités de la classe
| Nom                     | Chantier de construction                            | Lancement                                             | Destin                                                                                          |
| ----------------------- | --------------------------------------------------- | ----------------------------------------------------- | ----------------------------------------------------------------------------------------------- |
| Aurore (Q192)           | Arsenal de Toulon                                   | 1939                                                  | Sabordé le 27 novembre 1942                                                                     |
| La Créole (Q193-S606)   | Chantiers Augustin Normand Le Havre                 | 8 juin 1940                                           | Démoli en 1961                                                                                  |
| Bayadère (Q194)         | Chantiers Augustin Normand Le Havre                 | Démoli en 1940 encore sur quille, à 62 % d'achèvement |                                                                                                 |
| Favorite (Q195)         | Ateliers et chantiers de la Seine-Maritime Le Trait | Septembre 1938                                        | Capturé par les Allemands à 37 % d'achèvement et terminé à leur profit, sabordé en juillet 1944 |
| L'Africaine (Q196-S607) | Ateliers et chantiers de la Seine-Maritime Le Trait | 7 décembre 1946                                       | Démoli en 1963                                                                                  |
| L'Astrée (Q200-S608)    | A & Chantier Dubigeon Nantes                        | 4 mai 1946                                            | Entré en service le 1er janvier 1950. Désarmé le 12 décembre 1965. Démoli en 1966.              |
| L'Andromède (Q201-S601) | A & Chantier Dubigeon Nantes                        |                                                       | Démoli en 1965                                                                                  |
| L'Antigone (Q202)       | Chantiers Schneider et Cie Chalon-sur-Saône         |                                                       | Démoli en 1940 encore sur quille, à 11 % d'achèvement                                           |
| Andromaque (Q203)       | Ateliers et chantiers de la Seine-Maritime Le Trait |                                                       | Démoli en 1940 encore sur quille, à 17 % d'achèvement                                           |
| L'Artémis (Q206-S603)   | Chantiers Augustin Normand Le Havre                 |                                                       | Démoli en 1967                                                                                  |
| Armide (Q207)           | Ateliers et chantiers de la Seine-Maritime Le Trait |                                                       | Démoli en 1940 encore sur quille, à 4 % d'achèvement                                            |
| Hermione (Q211)         | Chantiers Augustin Normand Le Havre                 |                                                       | Démoli encore sur quille, à 8 % d'achèvement                                                    |
| Gorgone (Q212)          | Chantiers Augustin Normand Le Havre                 |                                                       | Démoli encore sur quille, à 5 % d'achèvement                                                    |
| Clorinde (Q213)         | A & Chantier Dubigeon Nantes                        |                                                       | Démoli en 1940 encore sur quille, non fini                                                      |
| Cornélie (Q214)         | A & Chantier Dubigeon Nantes                        |                                                       | Quille jamais lancée                                                                            |